# Оничени (Сучава)
Оничени (рум. Oniceni) насеље је у Румунији у округу Сучава у општини Форашти. Oпштина се налази на надморској висини од 322 m.

## Становништво
Према подацима из 2002. године у насељу је живело 1025 становника, од којих су сви румунске националности.